# Schneckenbusch
Schneckenbusch – Schnäggebesch auf Rheinfränkisch und Alemannisch – ist eine französische Gemeinde mit 313 Einwohnern (Stand 1. Januar 2022) im Département Moselle in der Region Grand Est (bis 2015 Lothringen). Sie gehört zum Arrondissement Sarrebourg-Château-Salins.

## Geografie
Die Gemeinde Schneckenbusch liegt an der Bièvre, etwa vier Kilometer südöstlich von Sarrebourg in nordwestlichen Vorland der Vogesen auf einer Höhe zwischen 259 und 324 m über dem Meeresspiegel. Die mittlere Höhe beträgt 280 m, das Gemeindegebiet umfasst 2,12 km².
Zur Gemeinde gehört der südlich gelegene Weiler Ritterwald.

## Geschichte
Ende des 19. Jahrhunderts war Schneckenbusch noch rein deutschsprachig.

## Wappen
Auf dem Gemeindewappen sind die früheren Herrschaften über Schneckenbusch zu sehen: heraldisch rechts das Wappen von Sarrebourg und links der Löwe der Lützelburger, aus ästhetischen Gründen mit umgekehrten Farben.

## Bevölkerungsentwicklung
| Jahr      | 1962 | 1968 | 1975 | 1982 | 1990 | 1999 | 2007 | 2019 |
| Einwohner | 232  | 242  | 264  | 252  | 278  | 269  | 297  | 304  |

## Verkehr

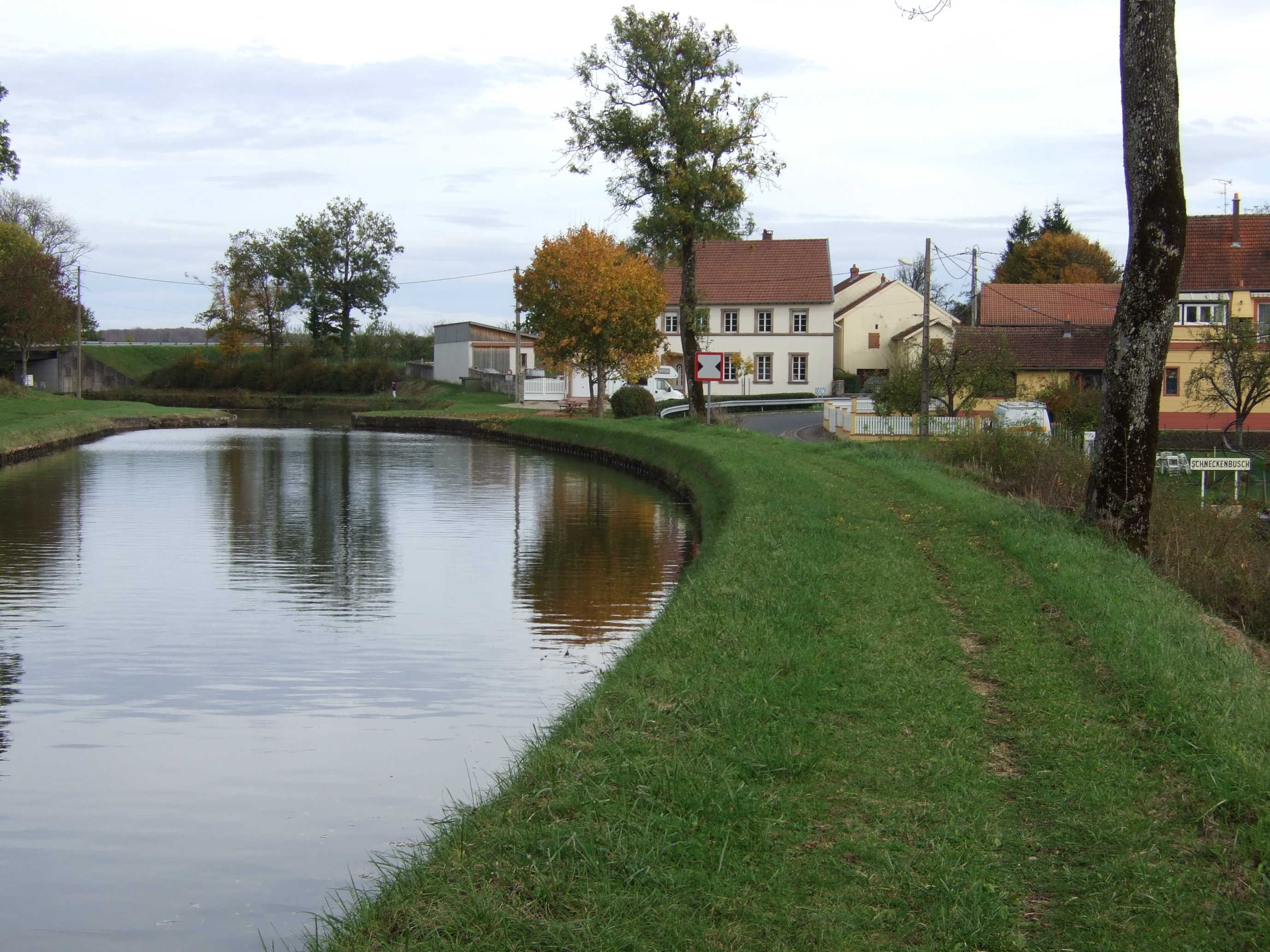
Rhein-Marne-Kanal in Schneckenbusch

Schneckenbusch liegt an der Departementsstraße D 96A, einer Zweigstrecke der das Gemeindegebiet nicht berührenden D 96. Nächster Bahnhof ist Sarrebourg an der Bahnstrecke Paris–Strasbourg.
Der in den 1850er Jahren eröffnete Rhein-Marne-Kanal tangiert den Hauptort an dessen nördlicher Bebauungsgrenze.

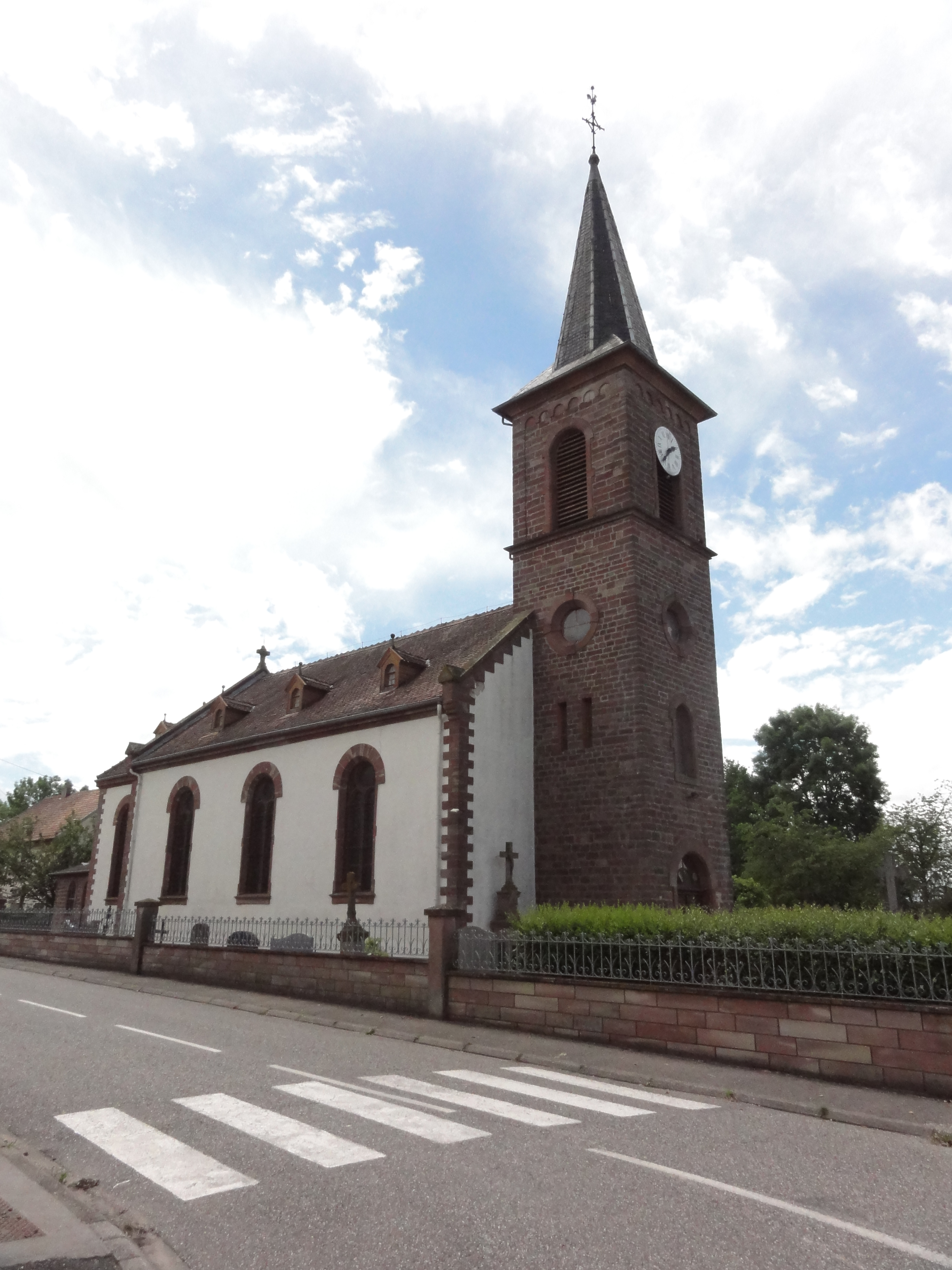
Kirche Notre-Dame

## Belege
1. ↑  Constant This: Die deutsch-französische Sprachgrenze in Lothringen. Heitz & Mündel, Straßburg 1887, S. 8.
2. ↑  Wappenbeschreibung auf genealogie-lorraine.fr (französisch)